# Staatsoper Unter den Linden
Staatsoper Unter den Linden, v překladu Státní opera Pod lipami nebo Státní opera Unter den Linden, někdy též obecně Berlínská státní opera, často nazývána též zkráceně Lindenoper, je operní scéna v německém hlavním městě Berlíně, na ulici Unter den Linden. Kapacita operního domu je 1300 diváků. Otevřen byl roku 1743 pod patronací pruského krále Fridricha II. a pod názvem Königliche Oper (od 1919 Preußische Staatsoper, od 1955 Deutsche Staatsoper, od 1990 název současný). Autorem architektonického návrhu budovy byl Georg Wenzeslaus von Knobelsdorff, který pro ni zvolil tzv. palladiánský styl. Byla poničena spojeneckým bombardován za druhé světové války, ale v letech 1951 až 1955 byl zrekonstruována. Berlínská opera je domovskou scénou Staatskapelle Berlin, kterou vedla řada slavných hudebníků: Giacomo Meyerbeer (1842–1846), Richard Strauss (1899–1913), Herbert von Karajan (1941–1945) nebo Daniel Barenboim (1992–2023). K operním dílům, která měla na Unter den Linden premiéru, patří například Veselé paničky windsorské Otto Nicolaie (1849) nebo Vojcek Albana Berga (1925). Když v roce 1934 Erich Kleiber uvedl v premiéře Bergovu Lulu, nacisté vyvolali skandál a dirigent byl nucen odejít do exilu. Brzy museli odejít i Kurt Adler, Otto Klemperer nebo Fritz Busch. Po sedmileté rekonstrukci, při níž byl kvůli lepší akustice zvednut strop, byla opera znovu otevřena v roce 2017.